# 통행금지령

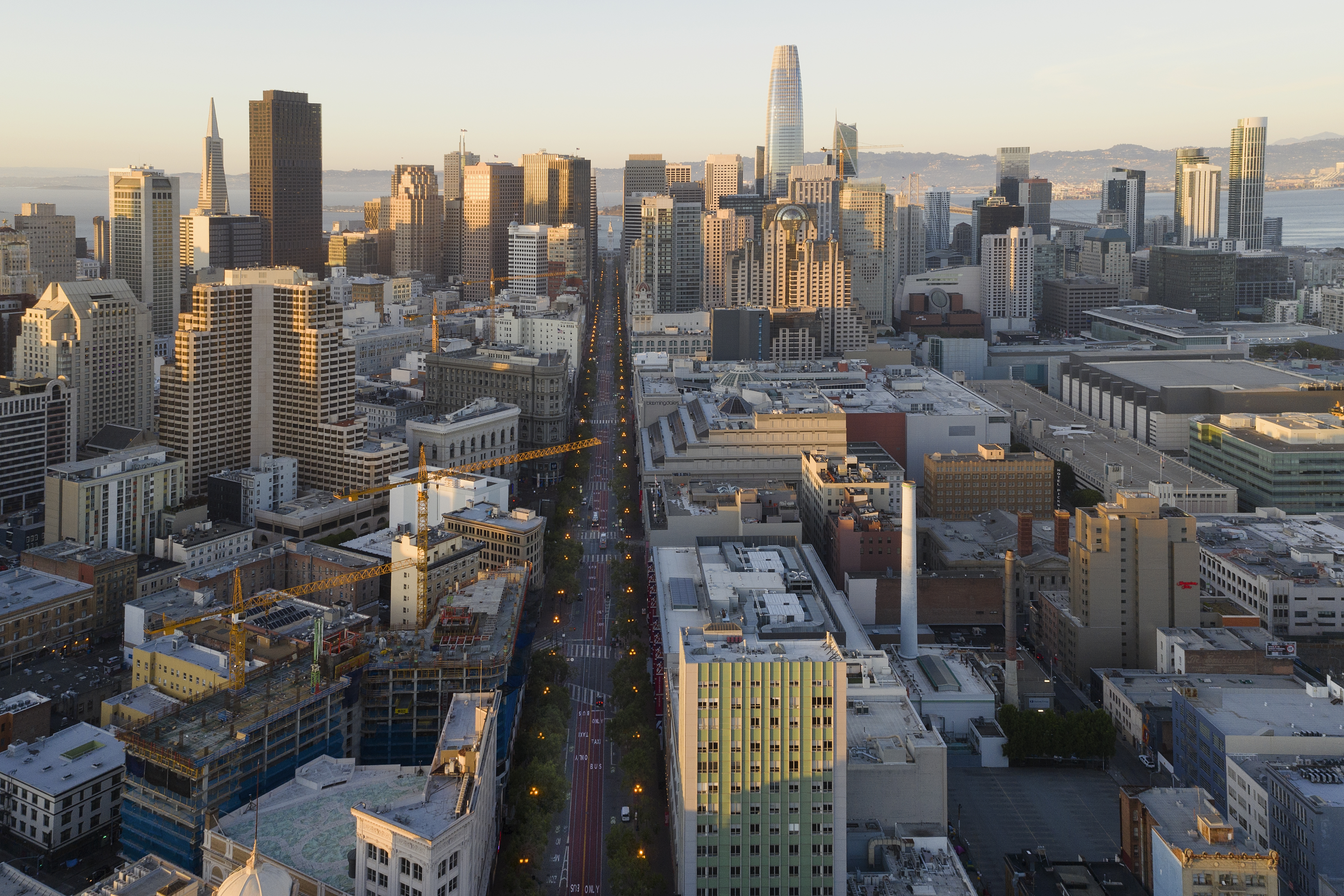

통행금지령(通行禁止令, 영어: curfew) 또는 통금(通禁)은 일정 시간에 일반인의 통행을 금지하는 제도를 이르는 말로, 주로 야간에 이루어지는 경우가 많다. 원칙적으로 분쟁이나 재난이 있을 때에 치안 유지를 위해 오직 제한적으로만 시행된다. 어린이나 청소년의 보호를 위해 시행되기도 한다. 당나라의 장안, 조선의 한양 등 근대 이전의 도시에서는 주로 치안과 화재 예방을 위해 시행되었다.

## 나라별 통행금지령

### 한국

#### 조선
조선에는 국경 부근과 도성의 야간통행금지를 실시하였다. 통행을 금지하는 시간은 인정(人定, 22:30)에서 파루(罷漏, 04:30)까지였다. 단, 정월 초하루, 정월 대보름에는 행사를 위해 야간 통행을 허가하였다.

#### 대한민국
광복 직후인 1945년 9월 7일 이후로 미군정청이 공포한 〈미 군정 포고1호〉에 의해 근거, 서울과 인천에서 20:00에서 다음날 05:00까지 야간통행금지가 실시되었으며, 22:00부터 04:00까지로 바뀌었다. 한국 전쟁 이후 전국으로 확대되어 계속되다가 1955년 〈경범죄 처벌법〉의 제정으로 내무부장관이 통금을 실시하게 되었다.
야간통행금지는 1982년 1월 5일 폐지될 때까지 36년 4개월 동안 실시되었다. 1961년부터는 00:00부터 04:00까지였으며, 어떤 사회불안요인이나 정변이 있을 때에는 통행금지 시간이 연장되었다. 이 기간 동안 23:00~00:00에는 귀가를 위해 대중교통이 북새통을 이루었다. 밤 12시에 사이렌이 울린 이후에 통행하는 사람은 경찰서에서 대기하다가 오전 4시에 집으로 돌아갈 수 있었다. 이 기간 동안 학원도 교습 시간을 줄여 야간 통금에 맞추었다. 야간통행금지 당시 대한민국 (김포국제공항, 김해국제공항)에 착륙하지 못한 국제선 비행기는 일본이나 홍콩, 타이완, 하와이, 알래스카로 회항하는 경우가 많았다.
부처님 오신 날, 크리스마스 (12월 25일)와 12월 31일, 신정에는 예외적으로 통행을 금지하지 않았다. 현재는 주한 미군만 평시의 야간통행이 무기한 금지되며, 적군이 침투한 지역이나 적군의 공격을 받은 지역(강릉지역 무장공비 침투사건이나 연평도 포격 사건이 일어난 지역 등)에서 사건이 해결되거나 상황이 안정될 때까지 일반인에 대한 야간통행금지를 한시적으로 실시하는 경우도 있다.

##### 폐지
야간 통행금지의 폐지는 여러 차례 논의되었다. 국민의 기본권을 침해한다는 지적이 있었으며, 1964년에는 제주도와 울릉도가 해제되었고 1965년에는 충청북도가 해제되었으나 1966년에는 경주시(구 월성군 제외), 온양시(구 아산군 제외), 해운대구, 경기-충남 지역을 제외한 전 도서지역, 수출산업과 관련된 수송 수단과 일부 관광지가 해제되었다.
제5공화국 3S정책과 함께 1981년 초에는 1988 서울올림픽에 대비하여 대한민국의 치안 안정과 안보 확보를 대외적으로 알리기 위해 민정당을 중심으로 통금의 폐지를 적극적으로 검토하였고, 국회에서 만장일치로 폐지를 결정, 1982년 1월 5일부터 일부 지역을 제외한 전국에서 폐지되었다. 1988년 1월 1일에는 제외되었던 나머지 지역도 통금이 해제되었다.
야간 통행금지의 폐지는 국민의 기본권 보장과 국가안보와 치안확보에 대한 자신감을 대외적으로 나타내는 의의가 있고, 실제적으로는 24시간 조업이 가능한 환경이 마련되어 경제활동이 활성화되고, 농·수산물의 이른 시간의 경매가 가능해졌다고 보도되었다.
하지만, 에너지 사용량이 증가하였고, 유흥업소의 영업시간 연장으로 향락적인 사회 환경이 조성되었으며, 유흥비를 마련하기 위한 청소년 범죄가 발생하여 사회적인 문제로 지적되기도 했다.
2008년에는 야간 통금 제도 부활론이 일기도 했다.

### 대만
타이완 섬에서는, 1947년 2월 28일의 2·28 사건에 의해 중화민국의 당시 집권 세력인 국민당은 야간통행금지와 계엄령을 선언하고, 위반자, 타이완 공화국이나 유엔 신탁통치 따위를 주장하고 있던 사람 등 수만명을 학살했다.

### 미국
재난이 예상되는 지역에서는 일반인에 대한 야간통행금지가 실시되기도 한다. 1995년에는 200개 도시 중 3/4이 청소년에 대한 야간통행금지를 실시하고 있으며 그 중 90여개 도시는 1990년대 이후로 야간통행금지를 도입하거나 강화한 것으로 보도되었다.
- 1995년, 워싱턴 D.C.에서는 청소년 범죄를 막기 위해 17세 미만의 미성년자들에 대한 야간통행을 금지하는 법을 의결, 실시하였다. 평일은 오후11시부터, 주말은 밤12부터 다음날 오전6시까지 미성년자의 통행이 금지되었다.[16]
- 로스앤젤레스 오렌지 카운티에서는 17세 이하 미성년자들의 오후10시 또는 오후11시 이후 ~ 다음날 오전5시까지 이유 없는 통행을 금지하고 있다.[17]

### 아이슬란드
아이슬란드의 아동보호법(no. 80/2002 Act. 92)에 의해 12세 이하의 어린이들은 오후 8시 이후로는 외출시 성인의 보호자를 동반하여야 한다. 13세에서 18세까지의 청소년들은 오후10시 이후로는 특별한 행사 후 귀가하는 경우 외에는 외출이 허용되지 않는다. 5월 1일에서 9월 1일까지는 어린이들의 외출 시간이 2시간 연장된다. 이를 위반한 미성년자는 경찰서에서 보호자를 기다리거나 보호소로 보내진다.

### 영국
2003년 반사회적행동법(Anti-Social Behaviour Act)에 의해 경찰이 오후9시에서 다음날 오전6시까지 보호자를 동반하지 않은 16세 미만의 미성년자를 보호하거나 집까지 동행할 수 있는 지역들을 지정하였다.

### 프랑스
2005년 소요사태로 30여개 도시와 마을에서 청소년을 대상으로 한 야간통행금지가 실시되었다. 2010년에는 13세 미만 어린이 야간통행금지를 제안하자는 내무장관의 발언이 물의를 빚었다.

## 코로나19 범유행관련
코로나19 범유행이 사회적인 이슈가 되면서, 통행금지령이 내려지는 시점도 일부 국가에서 따로 생기고 있다. 통행 금지 규정을 야간으로 설정시키는 경우는 케냐가 대표적이며, 케냐의 통행 금지 사례로는 밤 8시부터 익일 새벽 4~5시 사이에 한하여 금지하고 있고, 몇몇 국가들도 코로나 이슈를 이유로 낮 시간대에도 통행을 못할 수 있게 하는 후속 조치가 단행되는 곳도 더러 있다.

## 같이 보기
- 집회의 자유